# Alejandro Selkirk
Die Insel Alejandro Selkirk (spanisch Isla Alejandro Selkirk, früher Isla Más Afuera („Außeninsel“), deutsch auch Alexander-Selkirk-Insel) ist die am weitesten westlich gelegene Insel der Juan-Fernández-Inseln im Pazifischen Ozean. Sie liegt ca. 180 km westlich der benachbarten Robinson-Crusoe-Insel und insgesamt ca. 850 km westlich der Küste von Chile. Die Gruppe gehört politisch zu Chile und wird geographisch zu Südamerika gerechnet.

## Geografie und Geschichte
Die nicht ständig bewohnte Insel ist 10,4 Kilometer lang, sieben Kilometer breit und mit einer Fläche von etwa 49,5 km² geringfügig größer als die zweite Hauptinsel des Archipels, die Isla Robinson Crusoe.
Die Insel wurde 1966 nach dem schottischen Seemann Alexander Selkirk umbenannt, der 1704 auf der etwa 160 Kilometer weiter östlich gelegenen, heute Robinson Crusoe genannten Nachbarinsel ausgesetzt wurde. Sein Schicksal diente dem Schriftsteller Daniel Defoe als Vorlage für seinen weltberühmten Roman „Robinson Crusoe“.
An der Ostküste der Alejandro-Selkirk-Insel befinden sich noch rund 20 Gebäude einer ehemaligen Sträflingskolonie, die von 1909 bis 1930 in Betrieb war. Anfangs waren dort 190 Sträflinge untergebracht. Von 1927 bis 1930 waren 160 politische Gefangene auf der Insel. Heute wird Alejandro Selkirk nur von etwa 50 Fischern bewohnt, die sich nur während der Fangsaison auf der Insel aufhalten.
Der gesamte Archipel weist sehr wenig Erosion auf, die jüngsten Gesteine sind ein bis zwei Millionen Jahre alt. Die ovale Insel wird von Felsrücken gebildet, die zum Meer hin in einem Kliff abbrechen. Die Küstenkliffs sind bis zu 1000 Meter hoch. Für das Landschaftsrelief der Insel sind tiefe, kluftartige Felseinschnitte charakteristisch. Der höchste Punkt der Insel ist mit 1650 Metern der Cerro de Los Inocentes.

## Fauna und Flora
Die Insel ist die Heimat des endemischen Insel-Stachelschwanzschlüpfers (Aphrastura masafuerae), einer in ihrem Bestand extrem gefährdeten Art der Töpfervögel.
Der Raubvogel Buteo polyosoma exsul, eine Unterart des Rotrückenbussards, brütet nur auf dieser Insel.
Der Sephanoides fernandensis leyboldi, eine endemische Unterart des Juan-Fernandez-Kolibri, ist inzwischen ausgestorben.